# Zeittafel physikalischer Entdeckungen
Die Geschichte der Physik wird im gleichnamigen Artikel dargestellt. Hier werden chronologisch einige wichtige Entdeckungen und Erkenntnisfortschritte exemplarisch aufgelistet.

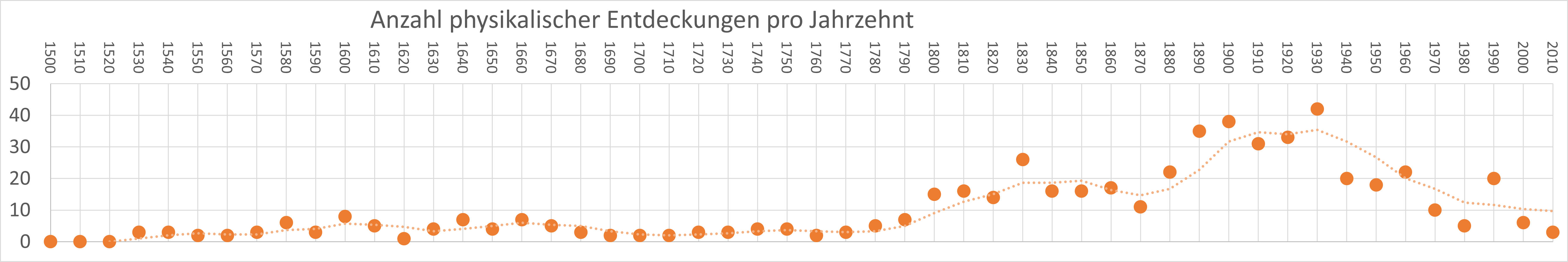
Anzahl der physikalischen Entdeckungen pro Jahrzehnt. Die gepunktete Linie zeigt den gleitenden Durchschnitt über jeweils drei Jahrzehnte. Seit den 1930er Jahren ist ein Rückgang von Entdeckungen zu verzeichnen (Stand: 16. Januar 2023).
Nature (Januar 2023):Understanding the decline in disruptive science and technology more fully permits a much-needed rethinking of strategies for organizing the production of science and technology in the future.
Übersetzung:Ein umfassenderes Verständnis des Rückgangs der disruptiven Wissenschaft und Technologie ermöglicht das dringend notwendige Überdenken von Strategien für die Organisation der Produktion von Wissenschaft und Technologie in der Zukunft.

Understanding the decline in disruptive science and technology more fully permits a much-needed rethinking of strategies for organizing the production of science and technology in the future.

Ein umfassenderes Verständnis des Rückgangs der disruptiven Wissenschaft und Technologie ermöglicht das dringend notwendige Überdenken von Strategien für die Organisation der Produktion von Wissenschaft und Technologie in der Zukunft.

## Urgeschichte
- um 4000 v. Chr.: Die sumerischen Bewohner von Eridu beobachten das durch den Zyklus der Präzession verursachte erstmalige Auftauchen des Sterns Canopus.[2][3]
- 26. Jahrhundert vor Christus: Die Sumerer stellen die Plejaden-Schaltregeln für die Einfügung von Schaltmonaten auf und entdecken den Meton-Zyklus.[4]

## Antike
- ab etwa 800 v. Chr.: Den Babyloniern sind Sonnenfinsterniszyklen mit der Sarosperiode (rund 18 Jahre) bekannt.
- um 580 v. Chr.: Die Erde wird nach einer Theorie von Anaximander als Kugel beschrieben.
- um 550 v. Chr.: Die Entdeckung von ganzzahligen Frequenzverhältnissen bei konsonanten Klängen (Pythagoras in der Schmiede) führt zur ersten überlieferten und zutreffenden quantitativen Beschreibung eines physikalischen Sachverhalts.
- um 500 v. Chr.: Demokrit postuliert, dass die Natur aus Atomen zusammengesetzt sei.
- um 450 v. Chr.: Vier-Elemente-Lehre von Empedokles.
- um 347 v. Chr.: Aristoteles (384–322) beschreibt in seiner Physik die Gravitation so, dass jeder wahrnehmbare Körper entweder Schwere oder Leichtigkeit hat, und wenn er schwer ist, dann die Bewegung Richtung nach unten hat, und wenn er aber leicht ist, dann nach oben.
- um 300 v. Chr.: Euklid begründet anhand der Reflexion die geometrische Optik.
- um 265 v. Chr.: Zum ersten Mal wird die Theorie des Heliozentrischen Weltbildes mit geometrischen Berechnungen von Aristarchos von Samos belegt.
- um 250 v. Chr.: Archimedes entdeckt das Hebelgesetz und die statische Auftriebskraft in Flüssigkeiten, Archimedisches Prinzip.
- um 240 v. Chr.: Eratosthenes bestimmt den Erdumfang mit einer Gradmessung zwischen Alexandria und Syene.
- um 150 n. Chr.: Claudius Ptolemäus bestimmt experimentell die Refraktion.
- um 550 n. Chr.: Philoponos setzt die Kinematik auf das Fundament einer Impetustheorie.

## Mittelalter
- 720: Yi Xing beobachtet die Deklination.
- um 984: Abu Sad al-Ala ibn Sahl beschreibt Brennspiegel und -gläser und das Brechungsgesetz.
- 1021: Alhazen erweitert die Theorien zur Lichtbrechung und Lichtreflexion und zeigt die Eignung gewölbter Glasoberflächen zur optischen Vergrößerung mit Erfindung der Lupe.
- 11. Jahrhundert: Zusammenstellung der Toledaner Tafeln zur Berechnung der Positionen der fünf klassischen Planeten Merkur, Venus, Mars, Jupiter und Saturn, von Finsternissen und zur Kalenderrechnung.
- um 1260: Erstellung der Alfonsinischen Tafeln zur Berechnung der Stellung von Sonne, Mond und der Planeten.
- um 1260: Nasīr ad-Dīn at-Tūsī führt die Tusi-Paare als Modell zur Beschreibung der Planetenbewegungen ein.
- um 1300: Dietrich von Freiberg und Qutb ad-Din asch-Schirazi liefern unabhängig voneinander die erste richtige Erklärung für den Aufbau des Regenbogens.
- Anfang des 14. Jahrhunderts: Franz von Marchia entwickelt einen Vorläufer der Impetustheorie.

## Neuzeit und Moderne

### 16. Jahrhundert

#### 1530er Jahre
- 1531: Peter Apian und Girolamo Fracastoro bemerken beim Halleyschen Kometen, dass der Kometenschweif stets in die der Sonne entgegengesetzte Richtung zeigt.
- 1535: Witelo beschreibt die sphärische Aberration bei Linsen und Hohlspiegeln sowie das qualitative Verhalten von gebrochenen Lichtstrahlen.
- 1535: Olaus Petri regt die Erstellung des Vädersolstavlan an, das die älteste bekannte bildliche Darstellung von Nebensonnen und Halos zeigt, die in Stockholm beobachtet wurden.

#### 1540er Jahre
- 1540: Georg Joachim Rheticus beschreibt in der Narratio Prima die heliozentrische Theorie von Nikolaus Kopernikus.
- 1543: Nikolaus Kopernikus (1473–1543) veröffentlicht das heliozentrische Weltbild in De revolutionibus orbium coelestium („Von den Umdrehungen der Himmelssphären“).
- 1544: Georg Hartmann entdeckt die Inklination des Erdmagnetfeldes.

#### 1550er Jahre
- 1551: Erasmus Reinhold erstellt die Prutenicae Tabulae Coelestium Motuum zur Berechnung der Standorte von Sonne, Mond und Planeten.
- 1554: Giovanni Battista Benedetti (1530–1590) veröffentlicht in Venedig das Werk Demonstratio proportionum motuum localium contra Aristotilem et omnes philosophos, in dem er mit einem Gedankenexperiment die irrige Hypothese des Aristoteles widerlegt, dass verschieden schwere Körper verschieden schnell fallen.

#### 1560er Jahre
- 1569: Tycho Brahe steigert durch die Verwendung eines Quadranten die Genauigkeit astronomischer Beobachtungen auf bis zu zwei Bogenminuten.
- 1569: Gerhard Mercator entwickelt für die Darstellung der ersten Weltkarte die Mercator-Projektion.

#### 1570er Jahre
- 1572: Tycho Brahe erschüttert mit seinen Beobachtungen der Supernova SN 1572 die aristotelische Annahme der Unveränderbarkeit der Himmelssphäre.
- 1576: Robert Norman baut ein Inklinatorium.
- 1577: Tycho Brahe erkennt durch Bestimmung der Parallaxe, dass es sich beim Kometen von 1577 nicht wie bei Aristoteles postuliert um einen Photometeor in der Erdatmosphäre, sondern um ein ferneres Gebilde handeln muss.

#### 1580er Jahre
- 1580: Tycho Brahe baut eine Sternwarte. Seine präzisen Himmelsbeobachtungen vor der Erfindung des Fernrohrs werden später von Johannes Kepler ausgewertet.
- 1583: Galileo Galilei (1564–1642) untersucht Pendelschwingungen und stellt die Abhängigkeit der Schwingungsdauer von der Pendellänge fest.
- 1584: Giordano Bruno (1548–1600) formuliert die Idee, dass Fixsterne Zentren von anderen Planetensystemen seien.
- 1586: Simon Stevin (1548–1620): Gedankenexperiment: Theorie der schiefen Ebene, Kräfteparallelogramm, Äquivalenz von schwerer und träger Masse.
- 1587: Simon Stevin (1548–1620): Druck in Flüssigkeiten, Erklärung des hydrostatischen Paradoxons, kommunizierende Röhren.
- 1587: Galileo Galilei (1564–1642) erfindet das Aräometer.

#### 1590er Jahre
- 1590: Galileo Galilei (1564–1642) bestätigt experimentell die Unabhängigkeit der Erdbeschleunigung von der Masse.
- 1592: Galileo Galilei (1564–1642) erfindet das Thermoskop, eine Vorform des Thermometers.
- 1596: David Fabricius beobachtet an Mira als erster die Veränderlichkeit eines Sternes.

### 17. Jahrhundert

#### 1600er Jahre
- 1600: William Gilbert (1544–1603): Untrennbarkeit der Magnetpole, Begriff Elektrizität, Erde als Kugelmagnet mit ortsfesten Magnetpolen.
- 1600: Willem Janszoon Blaeu entdeckt den veränderlichen Stern P Cygni.
- 1600: William Gilbert erkennt als erster die Elektrizität und baut ein Versorium.
- 1602: Johannes Kepler (1571–1630) entdeckt das zweite Keplersche Gesetz.
- 1605: Simon Stevin veröffentlicht das Stevinsche Gedankenexperiment
- 1605: Johannes Kepler entdeckt das erste Keplersche Gesetz.
- 1608: Hans Lipperhey (1570–1619) baut und demonstriert ein Fernrohr. Die Erfindung wird ihm durch Zacharias Janssen, der auch auf die Erfindung des Mikroskops Anspruch erhob (mit seinem Vater Hans Janssen in den 1590er Jahren), und Adriaan Metius streitig gemacht.
- 1609: Galileo Galilei (1564–1642) formuliert die Fallgesetze.

#### 1610er Jahre
- 1610: Galileo Galilei (1564–1642) entdeckt mit einem Galileischen Fernrohr die vier Galileischen Monde, die Phasen der Venus, die Sternstruktur der Milchstraße, Mondgebirge und Sonnenflecken (1611).
- 1611: Johannes Kepler veröffentlicht sein Werk Dioptrice, worin er die innere Totalreflexion beschreibt. Ferner beschreibt er die sechszählige Symmetrie von Schneeflocken und veröffentlicht seine Ideen zum Kepler-Fernrohr.
- 1613: Christoph Scheiner baut das erste terrestrische Fernrohr.
- 1613: Galileo Galilei (1564–1642) vertritt in einer Schrift über Sonnenflecken das kopernikanische Weltbild.
- 1618: Johannes Kepler entdeckt das dritte Keplersche Gesetz.

#### 1620er Jahre
- 1620: Willebrord van Roijen Snell (1580–1626) entdeckt das Brechungsgesetz.

#### 1630er Jahre
- 1632: Galileo Galilei (1564–1642) veröffentlicht sein astronomisches Hauptwerk Dialogo sopra i due massimi sistemi del mondo über das ptolemäische (geozentrische) und das kopernikanische (heliozentrische) Weltsystem.
- 1635: Henry Gellibrand (1597–1637): Die Lage der Erdmagnetpole verändert sich im Laufe der Zeit.
- 1637: René Descartes (1596–1650): Theorie der Lichtbrechung, Erklärung des Regenbogens.
- 1638: Galileo Galilei (1564–1642) veröffentlicht sein physikalisches Hauptwerk Discorsi über die Mechanik.

#### 1640er Jahre
- 1640: Marin Mersenne (1588–1648) und Pierre Gassendi (1592–1655) bestimmen die Schallgeschwindigkeit in Luft.
- 1643: Evangelista Torricelli (1608–1647) weist den Luftdruck und das Vakuum nach und entwickelt das Quecksilberbarometer.
- 1646: Athanasius Kircher beschreibt die Laterna Magica.
- 1647: Blaise Pascal (1623–1662): Nachweis der Existenz des Vakuums und Widerlegung des Horror vacui mit dem Experiment Leere in der Leere.
- 1648: Blaise Pascal (1623–1662) weist die Höhenabhängigkeit des Luftdrucks experimentell nach und demonstriert das hydrostatische Paradoxon mit einem undicht werdenden Holzfass.
- 1649: Otto von Guericke entwickelt die Hubkolbenpumpe.
- 1649: Pierre Gassendi (1592–1655): Erneuerung des antiken Gedankens des Atomismus.

#### 1650er Jahre
- 1656: Christiaan Huygens (1629–1695) erfindet die Pendeluhr mit Spindelhemmung durch Ankersteuerung.
- 1657: Otto von Guericke (1602–1686): Versuch mit den Magdeburger Halbkugeln.
- 1657: Pierre de Fermat (1607–1665) formuliert das nach ihm benannte fermatsche Prinzip für Lichtwege.
- 1659: Robert Boyle (1627–1692) weist nach, dass im Vakuum alle Gegenstände gleich schnell fallen.

#### 1660er Jahre
- 1662: Robert Boyle (1627–1692): Gasgesetze.
- 1662: Francesco Maria Grimaldi (1618–1663): Beugung des Lichts, Wellentheorie.
- 1666: Isaac Newton (1643–1727) stellt das Gravitationsgesetz auf und studiert das Lichtspektrum.
- 1668: John Wallis (1616–1703) formuliert den Impulserhaltungssatz.
- 1668: Isaac Newton (1643–1727) erfindet das Spiegelteleskop.
- 1668: Robert Hooke (1635–1703): Konstanz der Schmelz- und Siedepunkte von Stoffen.
- 1669: Erasmus Bartholin (1625–1698) entdeckt die Doppelbrechung.

#### 1670er Jahre
- 1672: Isaac Newton (1643–1727): Farbenlehre, Korpuskulartheorie des Lichtes, Entdeckung der spektralen Zerlegung des Sonnenlichts.
- 1673: Christiaan Huygens (1629–1695): Energieerhaltungssatz für mechanische Vorgänge und Entdeckung der Tautochrone und Beschreibung des Zykloidenpendels.
- 1676: Ole Rømer (1644–1710) zeigt die Endlichkeit der Lichtgeschwindigkeit.
- 1678: Robert Hooke (1635–1703) publiziert das Hookesche Gesetz über den linearen Zusammenhang zwischen Kraft und Federdehnung.
- 1678: Christiaan Huygens (1629–1695): Wellentheorie des Lichtes, huygenssches Prinzip.

#### 1680er Jahre
- 1682: Isaac Newton (1643–1727) formuliert das Gravitationsgesetz.
- 1687: Isaac Newton (1643–1727): Axiomatische Formulierung der newtonschen Gesetze der Mechanik, Entdeckung der Gezeitenkräfte.
- 1697: Johann I Bernoulli (1667–1748): Brachistochroneneigenschaft der Zykloide.

#### 1690er Jahre
- 1690: Denis Papin baut mit einer Dampfmaschine die erste Wärmekraftmaschine.
- 1699: Guillaume Amontons (1663–1705): Gasgesetze.

### 18. Jahrhundert

#### 1700er Jahre
- 1700: Joseph Sauveur (1653–1716): Bestimmung von Grundtönen und Oberschwingungen von Klängen.
- 1700: Isaac Newton stellt den von ihm entwickelten Spiegelsextanten vor.

#### 1710er Jahre
- 1714: Daniel Gabriel Fahrenheit (1686–1736) erfindet das Quecksilber- und das Alkohol-Thermometer und definiert mit der nach ihm benannten Fahrenheit-Skala die erste Temperaturskala.
- 1715: Joseph-Nicolas Delisle (1688–1768): Erste Entdeckung eines wellenoptischen Effektes.

#### 1720er Jahre
- 1723: Giacomo Filippo Maraldi (1665–1729): Erneute Entdeckung eines wellenoptischen Effektes.
- 1728: James Bradley (1693–1762) bestimmt die Lichtgeschwindigkeit über die Aberration des Lichtes von Sternen zu 283000 km/s.
- 1729: Stephen Gray (1666–1736) prägt die Begriffe Leiter und Nichtleiter.

#### 1730er Jahre
- 1730: John Hadley und Thomas Godfrey entwickeln unabhängig voneinander den Sextanten.
- 1733: Charles-François de Cisternay Du Fay (1698–1739): Zwei Elektrizitätsarten, anziehende und abstoßende Kräfte.
- 1736: Leonhard Euler (1707–1783) begründet mit den analytischen Methoden seiner Mechanica die Technische Mechanik.
- 1738: Daniel Bernoulli (1700–1782) formuliert die Grundgleichungen der Hydrodynamik, Ansätze zur kinetischen Gastheorie.

#### 1740er Jahre
- 1742: Anders Celsius (1701–1744) schlägt eine hundertteilige Thermometereinteilung vor: Siedepunkt des Wassers bei 0 °Celsius, Schmelzpunkt des Eises bei 100 °Celsius. Erst Carl von Linné (1707–1778) kehrt die Skala zu der heute üblichen Celsius-Skala um.
- 1744: Leonhard Euler (1707–1783) erfindet die Variationsrechnung und wendet sie als "Minimalprinzip der kleinsten Aktion" zur Bestimmung von Bahnkurven an.
- 1746: Pieter van Musschenbroek erfindet die Leidener Flasche zur Speicherung von Ladung.
- 1747: Benjamin Franklin (1706–1790): Begriff der elektrischen Ladung (Bezeichnungen positiv, negativ). Eigenschaften elektrischer Ladungen.
- 1748: Michail Wassiljewitsch Lomonossow (1711–1765): Erhaltung von Energie und Masse.

#### 1750er Jahre
- 1750: Leonhard Euler (1707–1783): Kraft gleich Masse mal Beschleunigung; später mit der von Jean-Baptiste le Rond d’Alembert entdeckten d’Alembertschen Trägheitskraft zum d’Alembertschen Prinzip erweitert.
- 1752: Benjamin Franklin (1706–1790): Beim Blitz fließen elektrische Ladungen durch die Luft. Bau eines Blitzableiters.
- 1756: Johann Gottlob Leidenfrost (1715–1794) beschreibt den nach ihm benannten Leidenfrost-Effekt.
- 1757: John Dollond entwickelt Achromaten.

#### 1760er Jahre
- 1764: Joseph Black (1728–1799) misst spezifische Wärmen, Schmelz- und Verdampfungswärmen verschiedener Stoffe.
- 1766: Johann Daniel Titius entwirft die Titius-Bode-Reihe.

#### 1770er Jahre
- 1771: Henry Cavendish (1731–1810): Theorie der Elektrostatik.
- 1772: Joseph-Louis Lagrange: Lösung des Dreikörperproblems, Entdeckung der Lagrange-Punkte
- 1776: Pierre-Simon Laplace (1749–1827): Determinismus, Kausalität (laplacescher Dämon).
- 1776: Nevil Maskelyne, Charles Hutton und weitere Wissenschaftler bestimmen im Schiehallion-Experiment die mittlere Dichte und damit die Masse der Erde

#### 1780er Jahre
- 1781: Wilhelm Herschel (1738–1822) entdeckt den Planeten Uranus.
- 1783: Antoine Laurent de Lavoisier (1743–1794): Wasser ist eine Verbindung aus Wasserstoff und Sauerstoff.
- 1785: Charles Augustin de Coulomb (1736–1806) formuliert das nach ihm benannte coulombsche Gesetz über die Kräfte zwischen elektrischen Ladungen.
- 1787: Ernst Florens Friedrich Chladni (1756–1827) entwickelt eine Theorie des Klangs (chladnische Klangfigur).
- 1789: Luigi Galvani (1737–1798): Kontaktelektrizität.

#### 1790er Jahre
- 1791: Pierre Prevost (1751–1839) entdeckt den Strahlungswärmeaustausch.
- 1796: Ernst Florens Friedrich Chladni (1756–1827) bestimmt als Erster die Schallgeschwindigkeit in Flüssigkeiten und Festkörpern.
- 1798: Henry Cavendish (1731–1810) bestimmt als Erster die Gravitationskonstante mittels einer Drehwaage. Berechnung der Erdmasse zu 6,6·1024 kg.
- 1798: Benjamin Thompson, Graf von Rumford (1753–1814) bestimmt das mechanische Wärmeäquivalent und erkennt die Nichtstofflichkeit der Wärme.
- 1798: Pierre-Simon Laplace (1749–1827) sagt die Existenz von Schwarzen Löchern voraus.
- 1799: Das Archivmeter (Urmeter) und das Archivkilogramm (Urkilogramm) werden in Sèvres bei Paris hinterlegt.
- 1799: Alessandro Volta (1745–1827): Bau einer elektrochemischen Spannungsquelle („voltasche Säule“).

### 19. Jahrhundert

#### 1800er Jahre
- 1800: Wilhelm Herschel (1738–1822) entdeckt die infrarote Strahlung im Sonnenspektrum.
- 1800: Carl Friedrich Gauß formuliert die erste Version der Gaußschen Osterformel, die den Frühlingsvollmond berücksichtigt.
- 1801: Thomas Young (1773–1829): Dreifarbentheorie der Farbempfindung.
- 1801: John Dalton (1766–1844): Gesetz der Partialdrücke.
- 1801: Giuseppe Piazzi: Entdeckung des ersten Kleinplaneten Ceres, der noch im gleichen Jahr dank der Methode der kleinsten Quadrate von Carl Friedrich Gauß auf seiner elliptischen Bahn wiedergefunden werden konnte.
- 1802: William Hyde Wollaston entdeckt im Spektrum der Sonne sieben Absorptionslinien.
- 1802: Johann Wilhelm Ritter (1776–1810) entdeckt die ultraviolette Strahlung durch ihre photochemische Wirkung.
- 1802: Thomas Young (1773–1829): Interferenz bei Licht im Doppelspaltexperiment und damit Nachweis des Wellencharakters des Lichtes.
- 1802: Joseph Louis Gay-Lussac (1778–1850) entdeckt, dass alle Gase nahezu dieselbe Wärmeausdehnung zeigen.
- 1802: Heinrich Wilhelm Olbers entdeckt den zweiten Asteroiden Pallas.
- 1804: Karl Ludwig Harding entdeckt den dritten Asteroiden Juno.
- 1805: Friedrich Wilhelm Bessel (1784–1846): Beschreibung von Kometenbahnen als parabelnahe Ellipse.
- 1807: Heinrich Wilhelm Olbers entdeckt in Bremen den vierten Asteroiden Vesta.
- 1808: Étienne Louis Malus (1775–1812) entdeckt die Polarisation des Lichtes (bei der Doppelbrechung an Kalkspat).
- 1808: John Dalton (1766–1844): Einfaches, mechanisches Atommodell (Kügelchenmodell, ohne Ladungen). Atomtheorie chemischer Reaktionen.

#### 1810er Jahre
- 1811: Amedeo Avogadro (1776–1856) stellt das avogadrosches Gesetz auf.
- 1811: François Arago (1786–1853) weist die Drehung der Polarisationsrichtung von Licht durch Quarz nach.
- 1812: François Arago (1786–1853) weist nach, dass auch polarisiertes Licht interferiert.
- 1812: Jean-Baptiste Joseph Fourier (1768–1830): Fourier-Analyse, Fourier-Synthese.
- 1813: Carl Friedrich Gauß formuliert das Gaußsche Gesetz zur Beschreibung von physikalischen Flüssen durch geschlossene Flächen.
- 1814: Pierre-Simon Laplace erdenkt den Laplaceschen Dämon
- 1814: Joseph von Fraunhofer (1787–1826) entdeckt im Spektrum des Sonnenlichts die nach ihm benannten Absorptionslinien, die Fraunhofer-Linien.
- 1815: David Brewster (1781–1868): Gesetz über die Polarisation von Licht, das an Glasflächen reflektiert und gebrochen wird (Brewster-Winkel).
- 1815: Jean-Baptiste Biot (1774–1862) entdeckt die Drehung der Polarisationsebene des Lichtes durch organische Flüssigkeiten.
- 1816: Augustin Jean Fresnel (1788–1827): Interferenz mittels Doppelspiegel.
- 1817: Thomas Young (1773–1829) und Augustin Jean Fresnel (1788–1827): Licht als Transversalwelle in einem elastischen Äther.
- 1818: Augustin Jean Fresnel erklärt die Beugung, und Siméon Denis Poisson sagt unfreiwillig die Existenz von Poisson-Flecken voraus, die daraufhin von François Arago nachgewiesen werden.
- 1818: Augustin Jean Fresnel (1788–1827): Vorhersage der Korreption von Licht.
- 1818: Thomas Johann Seebeck (1770–1831) entdeckt die optische Aktivität von Zuckerlösungen (Drehung der Polarisationsebene).
- 1819: Pierre-Louis Dulong (1785–1838) und Alexis Thérèse Petit (1791–1820): Dulong-Petit-Gesetz.
- 1819: Antoine César Becquerel (1788–1878) entdeckt den piezoelektrischen Effekt.

#### 1820er Jahre
- 1820: Hans Christian Oersted (1777–1851) entdeckt die magnetische Wirkung des elektrischen Stromes (Elektromagnetismus) und erfindet das Amperemeter.
- 1820: François Arago (1786–1853): Entdeckung der Magnetisierung von Eisen durch einen stromdurchflossenen Leiter.
- 1821: André-Marie Ampère (1775–1836): Theorie der Wechselwirkungen stromdurchflossener Leiter, Erklärung des Magnetismus durch „ampèresche“ Molekularströme.
- 1821: Thomas Johann Seebeck (1770–1831): Thermoelektrizität (Seebeck-Effekt).
- 1821: Joseph von Fraunhofer (1787–1826) erfindet das optische Gitter (300 Striche pro mm).
- 1821: Friedrich Wilhelm Bessel weist den Effekt der Persönlichen Gleichung bei der Beobachtung von Ereignissen nach.
- 1823: William Sturgeon (1783–1850) erfindet den Elektromagneten.
- 1823: Heinrich Wilhelm Olbers formuliert das Olberssche Paradoxon.
- 1824: François Arago (1786–1853): Entdeckung des Arago-Effektes, bei dem eine Kompassnadel durch eine rotierende Kupferscheibe in Rotation versetzt wird.
- 1824: Nicolas Léonard Sadi Carnot (1796–1832): Kreisprozess mit größtmöglichem thermischen Wirkungsgrad (carnotscher Kreisprozess).
- 1826: Georg Simon Ohm (1789–1854) formuliert das nach ihm benannte ohmsche Gesetz.
- 1826: Carl Friedrich Gauß weist im Rahmen der Gaußschen Landesaufnahme an seinem „großen Dreieck“ Hoher Hagen – Brocken – Großer Inselsberg nach, dass der Raum euklidisch ist.
- 1827: Robert Brown (1773–1858) untersucht die Bewegung sehr kleiner Teilchen in Flüssigkeiten (Brownsche Bewegung) und beschreibt sie mit Hilfe der Normalverteilung.
- 1828: John Herschel (1792–1871): Entdeckung der Beugungsscheibchen in optischen Abbildungen.[5]
- 1829: Carl Friedrich Gauß entdeckt das Prinzip des kleinsten Zwanges zur Beschreibung mechanischer Systeme.

#### 1830er Jahre
- 1830: Friedrich Wilhelm Bessel (1784–1846) prüft das Äquivalenzprinzip mit Reversionspendeln.
- 1831: Friedrich Wilhelm Bessel (1784–1846) ermittelt mit einem Heliometer die Masse des Planeten Saturn anhand der Umlaufdaten dessen Mondes Titan.
- 1831: Michael Faraday (1791–1867): Entdeckung der elektromagnetischen Induktion, magnetische Feldlinien.
- 1831: Joseph Henry (1797–1878) entdeckt unabhängig von Faraday die elektromagnetische Induktion und baut den ersten Elektromotor.
- 1831: Macedonio Melloni und Leopoldo Nobili beschreiben die Eigenschaften von Infrarotstrahlung.
- 1832: Hippolyte Pixii (1808–1835) baut den ersten Wechselstromgenerator, 1833 den ersten Gleichstromgenerator.
- 1832: Joseph Henry (1797–1878) entdeckt die Selbstinduktion.
- 1832: Friedrich Wilhelm Bessel (1784–1846): Entdeckung der Instrumentenabhängigkeit des Tropfenphänomens beim Merkurtransit.
- 1832: Carl Friedrich Gauß entwickelt das erste Magnetometer.
- 1833: Carl Friedrich Gauß findet die Kirchhoffschen Regeln.
- 1834: Michael Faraday (1791–1867) stellt die Gesetze zur Elektrolyse auf.
- 1834: Jean Charles Athanase Peltier (1785–1845): Thermoelektrizität (Peltier-Effekt).
- 1834: Emil Lenz (1804–1865) formuliert die nach ihm benannte lenzsche Regel (Folge des Energieerhaltungssatzes).
- 1835: Carl Friedrich Gauß (1777–1855) formuliert das Gaußsche Gesetz.
- 1835: Michael Faraday (1791–1867): Entdeckung der Selbstinduktion.
- 1835: Gaspard Gustave de Coriolis (1792–1843) führt als Erster die nach ihm benannte Trägheitskraft, die Corioliskraft, zur Beschreibung mechanischer Vorgänge in rotierenden Bezugssystemen ein.
- 1835: Justus von Liebig (1803–1873) erfindet den silberbeschichteten Spiegel.
- 1835: Friedrich Magnus Schwerd analysiert die Beugungserscheinungen am Gitter mit Hilfe der Wellenoptik.
- 1835: Louis Daguerre entwickelt die Daguerreotypie.
- 1835: William Henry Fox Talbot entwickelt die Kalotypie.
- 1835: Friedrich Wilhelm Bessel (1784–1846) erklärt die Entstehung von Kometenschweifen.
- 1835: George Biddell Airy (1801–1892): Theoretische Erklärung der Beugungsscheibchen (Airy-Scheibchen) in optischen Abbildungen.[6]
- 1836: John Frederic Daniell (1790–1845) baut die erste technisch geeignete elektrische Batterie (Kupfer-Zink-Batterie).
- 1836: Michael Faraday baut Faradayschen Käfig.
- 1837: Claude Servais Mathias Pouillet (1790–1868) bestimmt die Solarkonstante.
- 1838: Friedrich Wilhelm Bessel (1784–1846) ermittelt durch präzise Messung der halbjährigen Parallaxe von 61 Cygni erstmals die Entfernung eines Fixsterns.
- 1839: Antoine César Becquerel (1788–1878) entdeckt den photovoltaischen Effekt.
- 1839: William Robert Grove (1811–1896): Entwicklung der Brennstoffzelle.

#### 1840er Jahre
- 1841: Friedrich Wilhelm Bessel leitet aus seinen Präzisionsbeobachtungen das Bessel-Ellipsoid ab.
- 1842: James Prescott Joule (1818–1889) misst die Wärmewirkung des elektrischen Stromes.
- 1842: Christian Andreas Doppler (1803–1853) entdeckt den nach ihm benannten Doppler-Effekt.
- 1842: Julius Robert Mayer (1814–1878): Erweiterung des Energieerhaltungssatzes der Mechanik auf Wärmevorgänge.
- 1843: James Prescott Joule (1818–1889): Mechanisches und elektrisches Wärmeäquivalent.
- 1844: Friedrich Wilhelm Bessel postuliert gravitative Einwirkung unerkannter Begleitsterne bei Sirius und Prokyon.
- 1844: Friedrich Wilhelm Bessel entdeckt die Polbewegung der Rotationsachse der Erde.
- 1845: Michael Faraday (1791–1867): Dia- und Paramagnetismus.
- 1845: Michael Faraday (1791–1867): Drehung der Polarisationsebene von Licht im Magnetfeld (Faraday-Effekt).
- 1846: Johann Gottfried Galle (1812–1910): Entdeckung des letzten Planeten des Sonnensystems, Neptun, anhand der Berechnungen von Urbain Le Verrier (1811–1877).
- 1846: Gustav Robert Kirchhoff (1824–1887) formuliert die nach ihm benannten kirchhoffschen Regeln zur Stromverzweigung.
- 1847: Hermann Ludwig Ferdinand von Helmholtz (1821–1894) formuliert den allgemeinen Energieerhaltungssatz.
- 1848: William Thomson (Lord Kelvin of Largs, 1824–1907) postuliert die Existenz eines absoluten Temperaturnullpunkts.
- 1848: Armand Hippolyte Louis Fizeau (1819–1896): Doppler-Effekt beim Licht.
- 1849: Eugène Bourdon (1808–1884) entwickelt die Barometerdose für Luftdruckmessungen.
- 1849: Armand Hippolyte Louis Fizeau (1819–1896): Erste Bestimmung der Lichtgeschwindigkeit auf einer irdischen Messstrecke (9 km, Zahnradmethode): 298000 km/s.

#### 1850er Jahre
- 1850: Léon Foucault (1819–1868): Erste Bestimmung der Lichtgeschwindigkeit im Labor mit einer Drehspiegelmethode. Sie liefert das Ergebnis 298000 km/s.
- 1850: Rudolf Julius Emanuel Clausius (1822–1888): Mechanische Wärmetheorie.
- 1850: William Thomson (Lord Kelvin of Largs, 1824–1907): Absolute Temperatur (Kelvin-Skala).
- 1851: Léon Foucault (1819–1868) demonstriert die Erdrotation mit dem nach ihm benannten foucaultschen Pendel (67 m, 28 kg) im Panthéon zu Paris.
- 1851: William Thomson (Lord Kelvin of Largs, 1824–1907): Dynamische Theorie der Wärme, 2. Hauptsatz der Thermodynamik.
- 1851: Franz Ernst Neumann (1798–1895) stellt die Formel für das Induktionsgesetz auf.
- 1851: Hippolyte Fizeau bestimmt mit dem Fizeau-Experiment den Mitführungskooeffizienten.
- 1852: William Thomson (Lord Kelvin of Largs, 1824–1907) erfindet das Prinzip der Wärmepumpe.
- 1852: Johann Wilhelm Hittorf stellt die Widerstandsänderung von Selen bei der Belichtung fest (innerer Photoeffekt).
- 1852: George Gabriel Stokes entdeckt die Stokes-Verschiebung bei der Fluoreszenz.
- 1854: Julius Plücker (1801–1868) erfindet die Gasentladungsröhre.
- 1856: Jules Célestin Jamin baut ein Jamin-Interferometer.
- 1857: Heinrich Geißler baut die erste Niederdruck-Kaltkathoden-Gasentladungsröhre mit elektrischen Durchführungen (Geißlerröhre).
- 1859: Gustav Robert Kirchhoff (1824–1887) und Robert Bunsen (1811–1899) begründen die Spektralanalyse.
- 1859: Julius Plücker (1801–1868) entdeckt die Kathodenstrahlen und ihre Fluoreszenz auslösende Wirkung.
- 1859: Gaston Planté (1834–1889) erfindet den Akkumulator.
- 1859: Gustav Robert Kirchhoff (1824–1887) stellt das nach ihm benannte kirchhoffsche Strahlungsgesetz auf.

#### 1860er Jahre
- 1860: James Clerk Maxwell (1831–1879): Geschwindigkeitsverteilung der Moleküle in einem Gas.
- 1862: Anders Jonas Ångström (1814–1874) entdeckt spektroskopisch Wasserstoff auf der Sonne.
- 1862: Gustav Robert Kirchhoff (1824–1887) führt den Begriff des schwarzen Körpers ein.
- 1862: Alvan Graham Clark entdeckt mit dem von Friedrich Wilhelm Bessel vorhergesagten Begleitstern Sirius B des Sirius den ersten Weißen Zwerg.
- 1863: John Tyndall (1820–1893) weist auf die Möglichkeit des anthropogenen Treibhauseffektes hin.
- 1865: Rudolf Julius Emanuel Clausius (1822–1888): Begriff der Entropie, 2. Hauptsatz der Thermodynamik.
- 1865: Johann Josef Loschmidt (1821–1895) bestimmt die Anzahl der Gasmoleküle in einem Mol zu 6·1023 und die Größenordnung des Moleküldurchmessers zu 10−10 m.
- 1865: James Clerk Maxwell (1831–1879) stellt die nach ihm benannten Maxwell-Gleichungen der Elektrodynamik auf.
- 1866: Anders Jonas Ångström (1814–1874) bestimmt die Wellenlängen der vier sichtbaren Linien im Wasserstoffspektrum.
- 1866: Werner von Siemens (1816–1892): Erste selbsterregende Dynamomaschine (dynamoelektrisches Prinzip).
- 1866: Georg Hermann Quincke (1834–1924) erfindet das nach ihm benannte quinckesche Interferenzrohr zur Messung der Wellenlängen akustischer Wellen.
- 1866: Ludwig Boltzmann (1844–1906): Zusammenhang zwischen Entropie und Wahrscheinlichkeit eines mechanischen Zustands.
- 1867: Angelo Secchi (1818–1878): Identifikation von drei Spektralklassen zur Klassifikation von Fixsternen.
- 1868: Martin Hoek (1834–1873): Verbesserte Bestimmung der Korreption von Licht mit dem Hoek-Experiment.
- 1868: William Huggins (1824–1910): Doppler-Verschiebung von Sternen-Spektren.
- 1868: Pierre Jules César Janssen (1824–1907) entdeckt spektroskopisch Helium auf der Sonne.
- 1869: Dmitri Iwanowitsch Mendelejew (1834–1907) und unabhängig davon Julius Lothar Meyer (1830–1895): Periodensystem der Elemente.
- 1869: Johann Wilhelm Hittorf (1824–1914) stellt die Ablenkbarkeit von Kathodenstrahlen in einem Magnetfeld fest.

#### 1870er Jahre
- 1871: James Clerk Maxwell (1831–1879) erdenkt den Maxwellschen Dämon.
- 1871: Lord Rayleigh erklärt die theoretischen Grundlagen der Rayleigh-Streuung.[7]
- 1873: Johannes Diderik van der Waals (1837–1923) entwickelt die Van-der-Waals-Gleichung für reale Gase.
- 1873: James Clerk Maxwell (1831–1879): Licht als elektromagnetische Welle.
- 1873: Ernst Abbe bestimmt das theoretische Auflösungsvermögen von Mikroskopen.
- 1875: John Kerr (1824–1907) entdeckt den nach ihm benannten elektrooptischen Kerr-Effekt und 1876 den magnetooptischen Kerr-Effekt.
- 1875: Karl Ferdinand Braun (1850–1918): Entdeckung des Sperrschicht-Effekts an einer Metall-Halbleiter-Kombination.
- 1875: Die internationale Meterkonvention wird zwischen 17 Staaten abgeschlossen (erstes internationales metrologisches Vertragswerk).
- 1876: William Ramsay (1852–1916): Qualitative Deutung der brownschen Bewegung.
- 1879: Josef Stefan (1835–1893) stellt empirisch ein Gesetz über die Strahlung eines schwarzen Körpers auf.
- 1879: Edwin Herbert Hall (1855–1938) entdeckt den nach ihm benannten Hall-Effekt.
- 1879: William Huggins (1824–1910): Entdeckung der Fraunhofer-H-Linie des Wasserstoffs in Sternenspektren.
- 1879: Hermann Wilhelm Vogel (1834–1898): Entdeckung der ultravioletten Spektrallinien des Wasserstoffs.

#### 1880er Jahre
- 1880: Pierre Curie (1859–1906) und Paul-Jacques Curie (1855–1941): Elektrische Eigenschaften der Kristalle, Piezoelektrizität.
- 1881: Gabriel Lippmann erklärt die theoretischen Grundlagen der Piezoelektrizität.
- 1881: Hermann Ludwig Ferdinand von Helmholtz (1821–1894): Begriff der freien Energie.
- 1881: Albert A. Michelson (1852–1931) scheitert bei dem Versuch, eine Relativbewegung zwischen Äther und Erde nachzuweisen. Genauere Messungen 1887 zusammen mit Edward W. Morley (1838–1923) waren ebenfalls negativ (Michelson-Morley-Experiment).
- 1881: Auf dem „1. Internationalen Elektrizitätskongress“ in Paris werden die elektrischen Einheiten Volt, Ampere und Ohm eingeführt.
- 1882: Svante Arrhenius (1859–1927): Theorie der elektrolytischen Dissoziation.
- 1883: Thomas Alva Edison (1847–1931) entdeckt den glühelektrischen Effekt (Edison-Effekt).
- 1883: William Stanley (1858–1916) erfindet den Transformator.
- 1884: Ludwig Boltzmann leitet das Gesetz der Schwarzkörperstrahlung theoretisch her.
- 1885: Johann Jakob Balmer (1825–1898) findet durch Probieren das Bildungsgesetz für die sichtbaren Linien im Wasserstoffspektrum (Balmer-Serie).
- 1886: Eugen Goldstein (1850–1930) beschreibt die Kanalstrahlen.
- 1886: Loránd Eötvös (1848–1919) konstruiert hochpräzise Drehwaagen zur Untersuchung der Äquivalenz von träger und schwerer Masse. 1909 im nach ihm benannten Eötvös-Experiment mit einer Genauigkeit von 10−9 bestätigt.
- 1887: Heinrich Hertz (1857–1894) erzeugt elektromagnetische Wellen. Er entdeckt den äußeren lichtelektrischen Effekt.
- 1887: Albert A. Michelson (1852–1931): Feinstruktur des Wasserstoffspektrums.
- 1887: Ernst Mach (1838–1916) erforscht den Überschallknall.
- 1887: Gründung der Physikalisch-Technischen Reichsanstalt zur Organisation und Kontrolle des Messwesens in Deutschland, der späteren Physikalisch-Technischen Bundesanstalt (PTB).
- 1887: Woldemar Voigt stellt Näherungen der Transformationsgleichungen für die Maxwell-Gleichungen auf.
- 1887: Theodor von Oppolzer gibt den Canon der Finsternisse heraus.
- 1888: Wilhelm Ludwig Franz Hallwachs (1859–1922) untersucht den äußeren lichtelektrischen Effekt.
- 1888: Karl Friedrich Küstner (1856–1936) weist den von Friedrich Wilhelm Bessel postulierten Anteil der Polbewegung der Rotationsachse der Erde nach, der durch Massenverschiebungen im Erdinnern verursacht wird.
- 1889: Johannes Robert Rydberg (1854–1919): Gesetzmäßigkeiten im Wasserstoffspektrum, Serien von Spektrallinien, Rydberg-Konstante.
- 1889: Kopien des Urmeters werden an die Mitgliedsländer der Meterkonvention ausgeliefert.
- 1889: Deutschland erhält die Kopie Nr. 22 des Urkilogramm-Prototyps.

#### 1890er Jahre
- 1890: Loránd Eötvös prüft im Eötvös-Experiment das Äquivalenzprinzip mit einer Drehwaage.
- 1890: Otto Wiener (1862–1927) weist stehende Lichtwellen nach.
- 1890: Louis Georges Gouy entdeckt experimentell die Gouy-Phase.
- 1891: Hendrik Antoon Lorentz (1853–1928) stellt die nach ihm benannte Lorentz-Transformation auf.
- 1891: George Johnstone Stoney (1826–1911) vermutet, dass Elektrizität aus Elementarteilchen besteht. Er schlägt die Bezeichnung „Elektron“ für die kleinste Ladungseinheit vor.
- 1891: Heinrich Hertz (1857–1894) bemerkt die Durchlässigkeit dünner Metallschichten für Kathodenstrahlen.
- 1891: Gabriel Lippmann stellt das Lippmannverfahren vor.
- 1893: Wilhelm Wien (1864–1928) stellt das nach ihm benannte wiensche Verschiebungsgesetz auf.
- 1893: Charles Proteus Steinmetz (1865–1923) gelingt als Erstem die Berechnung von Wechselstromkreisen.
- 1894: Philipp Lenard (1862–1947): Streuversuch mit Elektronen durch Aluminiumfolie („Lenard-Fenster“).
- 1894: Pierre Curie (1859–1906): Umwandlung von Ferro- in Paramagnetismus oberhalb der Curie-Temperatur.
- 1894: Heinrich Hertz (1857–1894): Radiowellen haben Lichtgeschwindigkeit, können gebrochen und polarisiert werden.
- 1895: Jean Baptiste Perrin (1870–1942) weist die negative Ladung der Teilchen in Kathodenstrahlen nach.
- 1895: Hendrik Antoon Lorentz (1853–1928): Einführung der „Lorentz-Kraft“ in die Elektrodynamik. Lorentz-Transformation für geringe Geschwindigkeiten.
- 1895: Wilhelm Conrad Röntgen (1845–1923) entdeckt die nach ihm benannte Röntgenstrahlung.
- 1895: Hendrik Antoon Lorentz (1853–1928): Elektronentheorie.
- 1895: Guglielmo Marconi entwickelt die drahtlose Telegrafie.
- 1896: Antoine Henri Becquerel (1852–1908) entdeckt die Radioaktivität.
- 1896: Pieter Zeeman (1865–1943): Aufspaltung der Spektrallinien lichtaussendender Atome im Magnetfeld (Zeeman-Effekt).
- 1896: John Martin Schaeberle entdeckt mit dem Weißen Zwerg Prokyon B den von Friedrich Wilhelm Bessel vorhergesagten Begleitstern des Prokyon.
- 1897: Charles Fabry und Alfred Pérot bauen ein Fabry-Pérot-Interferometer.
- 1897: Joseph John Thomson (1856–1940): Entdeckung des freien Elektrons.
- 1897: Karl Ferdinand Braun (1850–1918): Elektronenstrahlröhre (Braunsche Röhre).
- 1897: Robert Williams Wood beobachtet als erster den Tunneleffekt bei der Feldemission von Elektronen.
- 1897: Joseph Larmor formuliert die vollständige Lorentz-Transformation.
- 1898: Marie Curie (1867–1934) und Pierre Curie (1859–1906) entdecken die radioaktiven Elemente Polonium und Radium.
- 1898: Joseph John Thomson (1856–1940) und William Thomson (Lord Kelvin, 1824–1907): Thomsonsches Atommodell, Berücksichtigung elektrischer Ladungen.
- 1898: Ernest Rutherford (1871–1937) benennt zwei Komponenten radioaktiver Strahlung des Urans mit Alpha- und Betastrahlung.
- 1898: Karl Ferdinand Braun (1850–1918): Entwicklung des elektromagnetischen Schwingkreises zur Erzeugung elektromagnetischer Wellen für den drahtlosen Funkverkehr.
- 1899: Julius Elster (1854–1920) und Hans Friedrich Geitel (1855–1923): Radioaktivität beruht auf Atomzerfall. Exponentielles Zerfallsgesetz.
- 1899: Hans Friedrich Geitel (1855–1923) prägt den Begriff „Atomenergie“.
- 1899: Antoine Henri Becquerel (1852–1908) entdeckt die magnetische Ablenkbarkeit der Betastrahlung.
- 1899: Pjotr Nikolajewitsch Lebedev (1866–1912) weist den Lichtdruck experimentell nach.
- 1899: Joseph John Thomson (1856–1940) misst die Ladung eines Elektrons.
- 1899: Philipp Lenard (1862–1947) deutet den lichtelektrischen Effekt durch Freisetzung von Elektronen.

### 20. Jahrhundert

#### 1900er Jahre
- 1900: Max Planck (1858–1947) begründet die Quantenphysik: Plancksches Strahlungsgesetz schwarzer Körper, Energiequanten, Wirkungsquantum.
- 1900: Paul Villard (1860–1934) entdeckt die Gamma-Strahlung.
- 1900: Ernest Rutherford (1871–1937): Erstmalige Bestimmung der Halbwertszeit eines radioaktiven Elements.
- 1900: Paul Drude (1863–1906) weist nach, dass Strom in Metallen auf gerichtet bewegten Elektronen beruht (Elektronentheorie der Metalle).
- 1900: Henri Poincaré (1854–1912) deutet die lorentzsche Ortszeit als Folge einer Uhrensynchronisation mit Lichtsignalen (Relativität der Gleichzeitigkeit). Schreibt elektromagnetischer Energie eine bestimmte Masse zu.
- 1901: Julius Elster (1854–1920) und Hans Friedrich Geitel (1855–1923) weisen Radioaktivität in der Luft nach.
- 1901: Pierre Curie (1859–1906) misst die von Radium abgestrahlte Energiemenge.
- 1901: Owen Willans Richardson (1879–1959): Theoretische Deutung des schon 1883 von T. A. Edison beobachteten glühelektrischen Effekts (Edison-Effekt, Richardson-Effekt).
- 1901: Walter Kaufmann (1871–1947) weist die Zunahme der Trägheit von Elektronen bei wachsender Geschwindigkeit nach (bis v=0,94c).
- 1902: Frederick Soddy (1877–1956) entdeckt die Zerfallsreihe von Uran.
- 1902: Philipp Lenard (1862–1947): Beim lichtelektrischen Effekt wächst die Energie der Photoelektronen von einer unteren Grenzfrequenz mit der Frequenz des auslösenden Lichtes an und ist unabhängig von der Intensität des Lichtes.
- 1903: William Ramsay (1852–1916) und Frederick Soddy (1877–1956): Beim Zerfall von Radium entsteht Helium. Vorstellung, dass jeder radioaktive Vorgang eine Element-Umwandlung ist.
- 1903: Ernest Rutherford (1871–1937): Alpha-Teilchen tragen positive Ladung (Ablenkung von Alphastrahlung durch Magnetfeld).
- 1903: Bestätigung der speziellen Relativitätstheorie durch das Trouton-Noble-Experiment.
- 1904: Charles Glover Barkla (1877–1944): Polarisation bei Röntgenstrahlung.
- 1904: Hendrik Antoon Lorentz (1853–1928) erreicht annähernd Lorentz-Kovarianz der elektromagnetischen Gleichungen.
- 1904: Henri Poincaré (1854–1912) postuliert, dass in Inertialsystemen die Naturgesetze gegenüber Lorentz-Transformationen invariant sein müssen.
- 1904: Marian Smoluchowski (1872–1917): Statistische Theorie der brownschen Bewegung.
- 1904: Frederick Thomas Trouton (1863–1922) und Henry R. Noble führen das Trouton-Noble-Experiment durch.
- 1905: Henri Poincaré (1854–1912): Vollständige Lorentz-Kovarianz der elektromagnetischen Gleichungen. Symmetrische Formulierung der Lorentz-Transformation.
- 1905: Albert Einstein (1879–1955): Lichtquantenhypothese zur Erklärung des lichtelektrischen Effekts, spezielle Relativitätstheorie, Äquivalenz von Masse und Energie, molekularkinetisch-quantitative Deutung der brownschen Bewegung.
- 1905: Charles Glover Barkla (1877–1944) entdeckt die charakteristische Röntgenstrahlung der Elemente.
- 1905: Johannes Stark (1874–1957) entdeckt den optischen Doppler-Effekt an Kanalstrahlen.
- 1905: Walther Nernst (1864–1941) formuliert den 3. Hauptsatz der Thermodynamik.
- 1906: Theodore Lyman (1874–1954) entdeckt die nach ihm benannte Lyman-Serie des Wasserstoffatomspektrums.
- 1906: Ernest Rutherford (1871–1937): Alpha-Teilchen sind Heliumkerne.
- 1907: Albert Einstein (1879–1955): Äquivalenz von träger und schwerer Masse. (Äquivalenzprinzip (Physik))
- 1907: Hermann Minkowski (1864–1909): Vierdimensionale Formulierung der Speziellen Relativitätstheorie. Raumzeit.
- 1908: Heike Kamerlingh Onnes (1853–1926) stellt flüssiges Helium her.
- 1908: Jean Baptiste Perrin (1870–1942) ermittelt als Erster die ungefähre Größe von Atomen zu 10−10 m.
- 1908: Johannes Wilhelm Geiger (1882–1945), Ernest Rutherford (1871–1937) und Thomas Royds (1884–1955) identifizieren experimentell Alpha-Teilchen als Kerne von Heliumatomen.
- 1908: Gustav Mie (1868–1957) beschreibt die Mie-Streuung.
- 1908: Friedrich Paschen (1865–1947) entdeckt im Wasserstoffspektrum die Paschen-Serie im infraroten Bereich des Lichts.
- 1908: Bestätigung des Relativitätsprinzips durch das Trouton-Rankine-Experiment.
- 1909: Geoffrey Ingram Taylor (1886–1975): Beugungsversuche mit Licht äußerst geringer Intensität.
- 1909: Otto Hahn (1879–1968) und Lise Meitner (1878–1968): Entdeckung des „radioaktiven Rückstoßes“ beim Alpha-Zerfall.
- 1909: Alfred Bucherer (1863–1927) weist die Zunahme der Elektronenmasse bei wachsender Geschwindigkeit gemäß der speziellen Relativitätstheorie nach (bis v=0,53c).
- 1909: Ernest Rutherford (1871–1937) und Thomas Royds (1884–1955) weisen nach, dass Alphateilchen zweifach positiv geladene Heliumionen sind.

#### 1910er Jahre
- 1910: Joseph John Thomson (1856–1940) weist als Erster die Existenz von Isotopen nach (Ne-20 und Ne-22).
- 1910: Robert Andrews Millikan (1868–1953) bestimmt die Elementarladung mittels Öltröpfchenversuchs präzise.
- 1911: Ernest Rutherford (1871–1937): Streuversuche mit Alpha-Teilchen durch Goldfolie. Atommodell (Atomkern und Atomhülle).
- 1911: Heike Kamerlingh Onnes (1853–1926) entdeckt die Supraleitung an Quecksilber bei 4,2 K.
- 1911: Louis Dunoyer de Segonzac (1880–1963) erzeugt gezielt einen Molekularstrahl.
- 1912: Max Felix Theodor von Laue (1879–1960) weist den Wellencharakter der Röntgenstrahlung nach (Laue-Verfahren).
- 1912: Victor Franz Hess (1883–1964) entdeckt die Höhenstrahlung.
- 1912: Johannes Wilhelm Geiger (1882–1945) und John Mitchell Nuttall: Verknüpfung von Energie und Halbwertszeit bei Alphastrahlern (Geiger-Nuttall-Regel).
- 1912: Albert Einstein (1879–1955); Jede photochemische Reaktion besteht primär in der Absorption eines Lichtquants und der dadurch an einem Atom oder Molekül ausgelösten Umsetzung.
- 1913: William Henry Bragg (1862–1942) und William Lawrence Bragg (1890–1971) stellen die „Bragg“-Bedingung für die Reflexion von Röntgenstrahlung an Kristallen auf (Bragg-Reflexion). Drehkristallmethode.
- 1913: James Franck (1882–1964) und Gustav Ludwig Hertz (1887–1975) führen Elektronenstoßversuche durch (Franck-Hertz-Versuch): Energiequantelung in der Atomhülle.
- 1913: Niels Henrick David Bohr (1885–1962) entwickelt das rutherfordsche Atommodell zum halbklassischen „bohrschen“ Atommodell weiter.
- 1913: Henry Gwyn Jeffrys Moseley (1887–1915) formuliert das moseleysche Gesetz. Es erlaubt die Bestimmung von Kernladungszahlen mit Hilfe der charakteristischen Röntgenstrahlung.
- 1913: Charles Thomson Rees Wilson (1869–1959): Erste Expansionsnebelkammer.
- 1913: Johannes Stark (1874–1957): Aufspaltung der Wasserstoff-Spektrallinien im elektrischen Feld (Stark-Effekt).
- 1913: Frederick Soddy (1877–1956) und Kasimir Fajans (1887–1975) formulieren das Verschiebungsgesetz der Radioaktivität.
- 1913: Alexander Meißner (1883–1958) entwickelt die Meißner-Schaltung für Röhrensender mit Rückkopplung.
- 1914: Ernest Rutherford (1871–1937): Gamma-Strahlung besteht aus energiereichen Photonen. Entdeckung des Protons.
- 1915: Albert Einstein (1879–1955) veröffentlicht die allgemeine Relativitätstheorie.
- 1915: Arnold Sommerfeld (1868–1951) erweitert das Atommodell von Bohr (ellipsenförmige Elektronenbahnen, Nebenquantenzahl).
- 1915: Peter Debye (1884–1966) und Paul Scherrer (1890–1969): Röntgenstrahlinterferenzen an Kristallpulver (Debye-Scherrer-Verfahren) zur Kristallstrukturanalyse.
- 1915: William Duane (1872–1935) bringt den experimentellen Nachweis der kurzwelligen Grenze der Röntgenbremsstrahlung (zusammen mit Franklin Hunt (1883–?)).
- 1916: Robert Andrews Millikan (1868–1953) bestätigt experimentell die von Albert Einstein angegebene Energiebeziehung beim Photoeffekt.
- 1916: Albert Einstein (1879–1955) postuliert die stimulierte Emission von Licht (Grundlage für den Bau von Lasern ab 1960).
- 1916: Karl Schwarzschild (1873–1916) berechnet die erste Lösung für Einsteins Feldgleichung, die nach ihm benannte Schwarzschild-Metrik.
- 1918: Niels Henrick David Bohr (1885–1962): „Bohrsches“ Korrespondenzprinzip.
- 1919: Ernest Rutherford (1871–1937): Erste künstliche Kernumwandlung, Nachweis des Protons im Atomkern.
- 1919: Arthur Stanley Eddington (1882–1944), Crommelin und Davidson bestätigen während einer Sonnenfinsternis die von Albert Einstein in der allgemeinen Relativitätstheorie vorausgesagte Lichtablenkung in Gravitationsfeldern am Sonnenrand.
- 1919: Francis William Aston (1877–1945): Bau des ersten Massenspektrographen.
- 1919: Heinrich Georg Barkhausen (1881–1956) findet den nach ihm benannten Barkhausen-Effekt.
- 1919: Otto Stern (1888–1969) misst die Geschwindigkeit eines Atomstrahls und überprüft die von James Clerk Maxwell und Ludwig Boltzmann theoretisch vorhergesagten Werte.

#### 1920er Jahre
- 1920: Otto Stern (1888–1969): Messung der Geschwindigkeit von Gasmolekülen.
- 1920: Ernest Rutherford (1871–1937) sagt das Neutron voraus.
- 1921: Maurice de Broglie (1875–1960): Kernphotoeffekt.
- 1922: Arthur Holly Compton (1892–1962): Stoß zwischen Röntgenquant und Elektron (Compton-Effekt).
- 1922: Otto Stern (1888–1969) und Walther Gerlach (1889–1979): Experimenteller Nachweis des Elektronenspins durch den nach ihnen benannten Stern-Gerlach-Versuch.
- 1922: Frederick Sumner Brackett (1896–1988) entdeckt im Wasserstoffspektrum die Brackett-Serie im infraroten Bereich des Lichts.
- 1922: Alexander Alexandrowitsch Friedmann (1888–1925) leitet die Friedmann-Gleichungen zur Beschreibung der zeitlichen Entwicklung des Universums her.
- 1923: Adolf Smekal (1895–1959) sagt die unelastische Streuung von Licht an Korpuskeln voraus.
- 1924: Louis-Victor de Broglie (1892–1987): Theorie der Materiewellen, Bestätigung 1927 durch Versuche zur Elektronenbeugung von Clinton Joseph Davisson (1881–1958) und George Paget Thomson (1892–1975).
- 1924: Satyendranath Bose (1894–1974) veröffentlicht die quantenmechanische Ableitung des Planckschen Gesetzes unabhängig von der klassischen Elektrodynamik.
- 1924: August Herman Pfund (1879–1949) entdeckt im Wasserstoffspektrum die Pfund-Serie im infraroten Bereich des Lichts.
- 1925: Wolfgang Pauli (1900–1958) formuliert das für den Aufbau der Atomhüllen fundamentale „Pauli-Prinzip“.
- 1925: Samuel Abraham Goudsmit (1902–1978) und George Eugene Uhlenbeck (1900–1988): Elektronenspin zur Erklärung der Aufspaltung der Natrium-D-Linie.
- 1925: Werner Karl Heisenberg (1901–1976) entwickelt die Matrizenmechanik.
- 1925: Pierre Victor Auger (1899–1993): Innerer Photoeffekt (Auger-Effekt).
- 1926: Erwin Schrödinger (1887–1961) begründet die Wellenmechanik.
- 1926: Hans Busch (1884–1973): Begründung der Elektronenoptik.
- 1926: Max Born (1882–1970): Wahrscheinlichkeitswellen, statistische Deutung der Quantenmechanik.
- 1926: Niels Henrick David Bohr (1885–1962) und Werner Karl Heisenberg (1901–1976): Kopenhagener Deutung der Quantenmechanik.
- 1926: Friedrich Hund (1896–1997) postuliert den Tunneleffekt.
- 1926: Lise Meitner (1878–1968) weist experimentell nach, dass die Gamma-Strahlung erst nach der Kernumwandlung entsteht.
- 1926 Gregor Wentzel (1898–1978), Hendrik Anthony Kramers (1894–1952) und Léon Brillouin (1889–1969) entwickeln mit der WKB-Methode den Grundstein für die quantenmechanische Erklärung von Tunnelprozessen.
- 1927: Clinton Joseph Davisson (1881–1958) und Lester Halbert Germer (1896–1971): Streuung von Elektronen an Nickel-Einkristallen.
- 1927: George Paget Thomson (1892–1975): Streuung von Elektronen an Kristallen.
- 1927: Albert A. Michelson (1852–1931) bestimmt die Lichtgeschwindigkeit zu 299798 km/s.
- 1927: Georges Lemaître (1894–1966): Theorie einer Expansion des Weltalls nach Urknall.
- 1927: Werner Karl Heisenberg (1901–1976) formuliert die nach ihm benannte heisenbergsche Unschärferelation.
- 1927: Paul Adrien Maurice Dirac (1902–1984) formuliert die Quantenelektrodynamik zur Beschreibung der Wechselwirkung von Lichtquanten mit Atomen.
- 1928: Ralph Howard Fowler (1889–1944) und Lothar Wolfgang Nordheim (1899–1985) entdecken und beschreiben den Tunneleffekt.
- 1928: George Anthony Gamow (1904–1968) interpretiert den Alphazerfall als Tunneleffekt.
- 1928: Paul Adrien Maurice Dirac (1902–1984): Vorhersage des Positrons, das 1932 von Carl David Anderson (1905–1991) gefunden wird.
- 1928: C. V. Raman (1888–1970) entdeckt die von Adolf Smekal (1895–1959) vorhergesagte Raman-Streuung
- 1929: Edwin Powell Hubble (1889–1953) und Milton Lasell Humason (1891–1972) deuten die Rotverschiebung von Sternen als Folge einer Expansion des Universums (siehe auch Georges Lemaître 1927).
- 1929: Oskar Klein (1894–1977) entdeckt die Durchtunnelung von Barrieren mittels sehr schneller Teilchen.

#### 1930er Jahre
- 1930: Paul Adrien Maurice Dirac (1902–1984) postuliert die Existenz von Antimaterie.
- 1930: Otto Stern (1888–1969), Otto Robert Frisch (1904–1979) und Immanuel Estermann (1900–1973): Beugung von Strahlen aus Heliumatomen und Wasserstoffmolekülen an einem Lithiumfluoridkristall.
- 1930: Clyde Tombaugh (1906–1997) entdeckt auf photographischem Wege den Planeten Pluto.
- 1930: Wolfgang Pauli (1900–1958) postuliert das Neutrino.
- 1930: Albert Einstein (1879–1955) konfrontiert Niels Bohr (1885–1962) mit dem quantenmechanischen Widerspruch in seinem Gedankenexperiment der Photonenwaage, den Niels Bohr einen Tag später mit Hilfe der Allgemeinen Relativitätstheorie erklären kann.
- 1930: Georg Joos (1894–1959) wiederholt das Michelson-Morley-Experiment mit sehr hoher Präzision.
- 1931: Karl Guthe Jansky (1905–1950) stellt die Existenz kosmischer Radioquellen fest und begründet so die Radioastronomie.
- 1932: James Chadwick (1891–1974) entdeckt das Neutron.
- 1932: Werner Karl Heisenberg (1901–1976): Atomkerne sind nicht aus Protonen und Elektronen, sondern aus Protonen und Neutronen aufgebaut.
- 1932: John Douglas Cockcroft (1897–1967) und Ernest Thomas Sinton Walton (1903–1995): Erste Kernumwandlung mit künstlich beschleunigten Protonen durch Zerlegung eines Lithiumkerns in zwei Heliumkerne.
- 1932: Carl David Anderson (1905–1991) entdeckt in der Höhenstrahlung das Positron.
- 1932: Harold Clayton Urey (1893–1981) entdeckt das Wasserstoffisotop Deuterium.
- 1932: Lew Dawidowitsch Landau (1908–1968): Berechnung der Chandrasekhar-Grenze und vorhersage von Neutronensternen.
- 1933: Patrick Maynard Stuart Blackett (1897–1974) weist die Elektron-Positron-Paarbildung aus Gammaquanten nach.
- 1934: Irène Joliot-Curie (1897–1956) und Jean Frédéric Joliot-Curie (1900–1958) erzeugen künstliche Radionuklide.
- 1934: Marcus Laurence Elwin Oliphant (1901–2000) stellt künstlich das Wasserstoffisotop Tritium her.
- 1934: James Chadwick (1891–1974) bestimmt die Masse des Neutrons.
- 1934: Paul Adrien Maurice Dirac (1902–1984): Vakuumpolarisation.
- 1934: Louis-Victor de Broglie (1892–1987) prägt den Begriff des Antiteilchens.
- 1934: Pawel Alexejewitsch Tscherenkow (1904–1990) beschreibt die nach ihm benannte Tscherenkow-Strahlung.
- 1934: Enrico Fermi (1901–1954): Theorie des Betazerfalls.
- 1935: Hans Albrecht Bethe (1906–2005) und Carl Friedrich von Weizsäcker (1912–2007) formulieren die nach ihnen benannte Bethe-Weizsäcker-Formel für die Bindungsenergie der Nukleonen im Atomkern.
- 1935: Albert Einstein (1879–1955), Boris Podolsky (1896–1966) und Nathan Rosen (1909–1995) formulieren das Einstein-Podolsky-Rosen-Paradoxon.
- 1935: George Gamow (1904–1968): Tröpfchenmodell des Atomkerns.
- 1935: Gustaf Wilhelm Hammar (1893–1954): Bestätigung der speziellen Relativitätstheorie mit dem Hammar-Experiment.
- 1935: Lew Dawidowitsch Landau (1908–1968) und Jewgeni Michailowitsch Lifschiz (1915–1985) Beschreibung der Magnetisierungsmechanismen bei Ferromagnetika und Vorhersage der ferromagnetischen Resonanz.
- 1935: Erwin Schrödinger (1887–1961): Formuliert zur Quantentheorie das Gedankenexperiment der schrödingerschen Katze.
- 1935: Hideki Yukawa (1907–1981): Theorie der Kernkräfte, Voraussage des K-Einfangs, Voraussage von Mesonen.
- 1936: Isidor Isaac Rabi (1898–1988): Entdeckt die Kernspinresonanz bei der Präzessionsbewegung von Atomen, die durch ein Magnetfeld fliegen.
- 1936: Entdeckung der Auswahlregeln (Gamow-Teller-Übergänge) durch George Gamow (1904–1968) und Edward Teller (1908–2003).
- 1937: Luis Walter Alvarez (1911–1988): Nachweis des K-Einfangs.
- 1937: Carl David Anderson (1905–1991): Nachweis von Mesonen in der Höhenstrahlung.
- 1937: Emilio Gino Segrè (1905–1989) stellt erstmals das künstliche Element Technetium mit Z=43 her.
- 1938: Otto Hahn (1879–1968) und Fritz Straßmann (1902–1980): Erste Kernspaltung, Deutung maßgeblich durch Lise Meitner (1878–1968) zusammen mit Otto Robert Frisch (1904–1979).
- 1938: Hans Albrecht Bethe (1906–2005) und Carl Friedrich von Weizsäcker (1912–2007) formulieren den Bethe-Weizsäcker-Zyklus der Kernfusion in der Sonne.
- 1938: Irène Joliot-Curie (1897–1956) und Jean Frédéric Joliot-Curie (1900–1958) sowie Leó Szilárd (1898–1964) weisen darauf hin, dass die Kernspaltung bei Uran als Kettenreaktion ablaufen kann.
- 1938: J. Robert Oppenheimer (1904–1967) und George Michael Volkoff (1914–2000) sagen die Existenz schnell rotierender Neutronensterne (Pulsare) voraus.
- 1938: Herbert E. Ives (1882–1953) weist im Ives-Stilwell-Experiment die Zeitdilatation nach.
- 1938: Entdeckung der Suprafluidität durch Pjotr Leonidowitsch Kapiza (1894–1984), John F. Allen (1908–2001) und Don Misener (1911–1996).
- 1938: Entdeckung des Rollin-Effekts an dünnen Heliumfilmen durch Bernard Vincent Rollin (1911–1969) und Franz Eugen Simon (1893–1956).
- 1938: Entdeckung der Rolle der schwachen Wechselwirkung bei der Nukleosynthese in Sternen durch George Anthony Gamow (1904–1968) und Hans Bethe (1906–2005).
- 1939: Robert Oppenheimer (1904–1967) veröffentlicht Theorie zur Entstehung von Neutronensternen.

#### 1940er Jahre
- 1940: Philip Hauge Abelson (1913–2004) und Edwin Mattison McMillan (1907–1991) entdecken erstes Transuran (Neptunium, Z= 93) und zusammen mit Glenn T. Seaborg (1912–1999) Plutonium (Z=94).
- 1942: Enrico Fermi (1901–1954): Erste kontrollierte Kettenreaktion im Forschungsreaktor in Chicago mit einer Leistung von ca. 2 Watt.
- 1944: Wladimir Jossifowitsch Weksler (1907–1966): Grundlagen für die Konstruktion des Synchrotrons.
- 1944: John von Neumann (1903–1957) weist nach, dass die Wellenmechanik von Erwin Schrödinger (1887–1961) und die Matrizenmechanik von Werner Heisenberg (1901–1976) mathematisch äquivalent sind.
- 1944: Hannes Olof Gösta Alfvén (1908–1995): Entwicklung der Magnetohydrodynamik (MHD).
- 1945: Erste Atombombe wird getestet.
- 1946: Felix Bloch (1905–1983) und unabhängig davon Edward Mills Purcell (1912–1997) entwickeln die Methode der Kernspinresonanz (NMR), die Grundlage für die Kernspintomografie.
- 1947: Hartmut Kallmann (1896–1978): Szintillationszähler.
- 1947: Cecil Frank Powell (1903–1969) entdeckt in der Höhenstrahlung das Pi-Meson.
- 1947: Willis Eugene Lamb (1913–2008): Hyperfeinstruktur des Wasserstoffspektrums (Lambverschiebung).
- 1947: Entdeckung der Synchrotronstrahlung.
- 1947: Willard Frank Libby (1908–1980): Radiokohlenstoffmethode mit dem Isotop 14C zur archäologischen Altersbestimmung.
- 1948: George Gamow (1904–1968) entwickelt die Urknall-Theorie zur Entstehung des Kosmos.
- 1948: Richard Phillips Feynman (1918–1988): Quantenelektrodynamik (QED), Feynman-Graphen (1949).
- 1948: Hans Boersch (1909–1986) entdeckt den Boersch-Effekt.
- 1948: John Bardeen (1908–1991), Walter Houser Brattain (1902–1987) und William Bradford Shockley (1910–1989) entdecken den Transistoreffekt und entwickeln den ersten Transistor.
- 1948: Dennis Gábor (1900–1979) entdeckt das Prinzip der Holografie.
- 1949: Maria Goeppert-Mayer (1906–1972) und unabhängig davon Johannes Hans Daniel Jensen (1907–1973) und Otto Haxel (1909–1998): Schalenmodell des Atomkerns.
- 1949: Entdeckung der ersten kosmischen Röntgenquelle in der Sonnenkorona.
- 1949: Hans Bucka (1925–2011) gelingt mit einem schwenkbaren Stab der Nachweis der Erdrotation.

#### 1950er Jahre
- 1950: R. C. Mobley und R. A. Laubenstein bestimmen die Masse des Neutrons über den Massendefekt von Deuterium.
- 1952: Die erste Wasserstoffbombe (Kernfusionswaffe) wird auf dem Eniwetok-Atoll im Pazifik getestet.
- 1952: Curtis Judson Humphreys (1898–1986) entdeckt im Wasserstoffspektrum die Humphreys-Serie im fernen infraroten Bereich des Lichts.
- 1953: Erstmaliger Nachweis von Neutrinos, deren Existenz 1931 von Wolfgang Pauli (1900–1958) postuliert wurde.
- 1953: Charles Hard Townes (1915–2015): Maser.
- 1953: Curtis Judson Humphreys (1898–1986) entdeckt im Wasserstoffspektrum die Humphreys-Serie im fernen infraroten Bereich des Lichts.
- 1954: Erste Solarzelle entwickelt (Bell Laboratories, Daryl Chapin (1906–1995), Calvin Souther Fuller (1902–1994), Gerald Pearson (1905–1987))
- 1955: Owen Chamberlain (1920–2006) und Emilio Gino Segrè (1905–1989) weisen das Antiproton nach.
- 1956: B. Cork, Glen Lambertson (1926–2020), Oreste Piccioni (1915–2002) und William A. Wenzel entdecken das Antineutron.
- 1956: Frederick Reines (1918–1998) und Clyde Lorrain Cowan (1920–1974): Nachweis des Antineutrinos im Cowan-Reines-Neutrinoexperiment.
- 1956: Tsung-Dao Lee (1926–2024), Chen Ning Yang (* 1922) und Chien-Shiung Wu (1912–1997) entdecken die Paritätsverletzung beim Betazerfall.
- 1956: Gerald Maurice Clemence (1908–1974) weist die relativistische Periheldrehung der Planeten nach.
- 1957: Hugh Everett (1930–1982): Viele-Welten-Interpretation der Quantenmechanik.
- 1957: Leo Esaki (* 1925) entwickelt die erste Tunneldiode.
- 1957: Theoretische Untersuchung der Neutrinooszillation durch Bruno Pontecorvo.
- 1958: Charles Hard Townes (1915–2015) und Arthur Leonard Schawlow (1921–1999): Theorie des Lasers.
- 1958: Rudolf Mößbauer (1929–2011) entdeckt den nach ihm benannten Mößbauer-Effekt.
- 1958: Allan Rex Sandage (1926–2010) bestimmt erneut die Hubble-Konstante.
- 1959: Wolfgang Paul (1913–1993) und Hans Georg Dehmelt (1922–2017) entwickeln die Ionenkäfig-Technik (Paul-Falle und Penning-Falle) zum Studium einzelner Elektronen und Ionen.

#### 1960er Jahre
- 1960: Robert Pound (1919–2010) und Glen Rebka (1931–2015) weisen mit Hilfe des Mößbauer-Effektes die terrestrische Rotverschiebung von Gamma-Strahlung nach.
- 1960: Theodore Maiman (1927–2007) baut den ersten Laser (Rubin-Laser).
- 1960: Donald Richard Herriott (1928–2007), Ali Javan (1926–2016) und William R. Bennett (1930–2008) bauen den ersten Gaslaser.
- 1960: Allan Rex Sandage (1926–2010) entdeckt einen ersten Quasar.
- 1960: Ivar Giaever (1929–2025) und J. C. Fisher entdecken das Ein-Elektronen-Tunneln zwischen zwei Supraleitern.
- 1961: Claus Jönsson (1930–2024): Beugung von Elektronen an Einzel- und Mehrfachspalt (Doppelspaltexperiment).
- 1961: Robert Hofstadter (1915–1990) entdeckt anhand der Streuung hochenergetischer Elektronen an leichten Atomkernen die Existenz innerer Strukturen in Proton und Neutron.
- 1961: Edward N. Lorenz (1917–2008) entdeckte in einem vereinfachten Wettermodell chaotisches Verhalten.
- 1961: Yōichirō Nambu (1921–2015): Entdeckung des Mechanismus der spontanen Symmetriebrechung in der Elementarteilchenphysik.
- 1962: Annäherung an den absoluten Temperaturnullpunkt bis auf ein Millionstel Kelvin.
- 1962: Brian D. Josephson (* 1940) entdeckt, dass Cooper-Paare tunneln können (Josephson-Effekt).
- 1962: Entdeckung des ersten hellen Röntgendoppelsterns Scorpius X-1 sowie des kosmischen Röntgenhintergrunds durch die Arbeitsgruppe von Riccardo Giacconi (1931–2018).
- 1963: Murray Gell-Mann (1929–2019) und unabhängig von ihm George Zweig (* 1937) stellen das Quark-Modell auf.
- 1963: Philip Warren Anderson (1923–2020), J. M. Rowell und D. E. Thomas weisen den Josephson-Effekt für den Gleichstromfall experimentell nach.
- 1963: Sidney Shapiro (1931–2022) weist den Josephson-Effekt für den Wechselstromfall experimentell nach.
- 1964: Nachweis des Ω−-Baryons, welches zuvor durch das Quark-Modell vorhergesagt wurde und als dessen Bestätigung gilt.
- 1964: Entdeckung des Higgs-Mechanismus mit der Vorhersage des Higgs-Bosons durch Peter Higgs (1929–2024).
- 1964: Entdeckung der CP-Verletzung durch James H. Christenson (* 1937), James Cronin (1931–2016), Val Fitch (1923–2015) und René Turlay (1932–2002) beim Zerfall schwerer neutraler K-Mesonen.
- 1965: Arno Penzias (1933–2024) und Robert Woodrow Wilson (* 1936): Entdeckung der kosmischen Hintergrundstrahlung.
- 1965: Frederick Reines (1918–1998) und J. P. F. Sellshop (1930–2002) weisen erstmals Neutrinos nach und zwar in der kosmischen Strahlung.
- 1967: Jocelyn Bell (* 1943) entdeckt schnell rotierende Neutronensterne (Pulsare).
- 1969: Willard Boyle (1924–2011) und George Elwood Smith (1930–2025): Entdeckung der Lichtempfindlichkeit von CCD-Sensoren für die zweidimensionale Bildaufnahme.

#### 1970er Jahre
- 1970: Jerome I. Friedman (* 1930), Henry W. Kendall (1926–1999) und Richard E. Taylor (1929–2018): Bestätigung des Quarkmodells durch Streuung von Elektronen an Protonen und Neutronen.
- 1971: Im Sternbild Schwan wird mit dem Objekt Cygnus X-1 erstmals ein Schwarzes Loch entdeckt.
- 1972: Joseph Hafele und Richard E. Keating beweisen mit einem Uhren-Experiment in Flugzeugen die Zeitdilatation der speziellen Relativitätstheorie.
- 1972: Murray Gell-Mann (1929–2019): Ansätze zur Quantenchromodynamik (QCD).
- 1972: David Morris Lee, Douglas Dean Osheroff und Robert Robert Coleman Richardson entdecken die Suprafluidität von Helium-3.
- 1973: Kernfusion mit Laserstrahlen.
- 1973: Begründung der Gammaastronomie.
- 1973: Entdeckung der asymptotischen Freiheit durch David Gross, Frank Wilczek und David Politzer.
- 1974: Russell Hulse und Joseph Hooton Taylor Jr.: Entdeckung des Hulse-Taylor-Doppelpulsars, mit dem Gravitationswellen indirekt nachgewiesen werden konnten.
- 1975: Entdeckung des Tauons durch Martin L. Perl und seinen Mitarbeitern am Stanford Linear Accelerator Center.

#### 1980er Jahre
- 1980: Klaus von Klitzing (* 1943) entdeckt den quantisierten Hall-Effekt.
- 1981: Gerd Binnig (* 1947) und Heinrich Rohrer (1933–2013) weisen einen abstandsabhängigen Tunnelstrom nach und konstruieren mit diesem Effekt das Rastertunnelmikroskop, das Oberflächen im atomaren Dimensionen abbilden kann.
- 1986: Johannes Georg Bednorz (* 1950) und Karl Alexander Müller (1927–2023) finden Hochtemperatursupraleiter mit einer Sprungtemperatur von −238 °C.
- 1988: Dotierung des p-leitenden Bereichs von Galliumnitrid in der Arbeitsgruppe von Isamu Akasaki.
- 1988: Entdeckung des Defizits an Myonneutrinos in atmosphärischen Neutrinos („atmosphärische Neutrino-Anomalie“) durch die Arbeitsgruppe von Takaaki Kajita.
- 1988: Entdeckung des Riesenmagnetowiderstands durch Peter Grünberg und Albert Fert.

#### 1990er Jahre
- 1990: Das Hubble-Weltraumteleskop wird in den Orbit gebracht.
- 1991: Elektron-Proton-Speicherringanlage HERA beim Deutschen Elektronen-Synchrotron (DESY) in Hamburg: Bahndurchmesser der Speicherringe etwa 2 km, Kollision gegensinnig umlaufender Elektronen (bis 30 GeV) und Protonen (bis 800 GeV).
- 1991: Im europäischen Gemeinschaftsexperiment Joint European Torus (JET) in Culham (England) konnte für die Dauer von zwei Sekunden eine Kernfusionsleistung von 1,8 Megawatt erzielt werden.
- 1991: Der Wissenschaftssatellit Compton Gamma Ray Observatory wird in eine Erdumlaufbahn gebracht.
- 1991: In der Galaxie Messier 84 wird eine Supernova entdeckt.
- 1992: Entdeckung der ersten Exoplaneten.
- 1993: Entdeckung des jüngsten je beobachteten Sterns, des Protosterns VLA 1623 (zirka 10.000 Jahre alt).
- 1993: Entdeckung der drei ersten Plutinos.
- 1994: Die Elemente mit der Ordnungszahl 110 (Darmstadtium) und 111 (Roentgenium) werden von der Gesellschaft für Schwerionenforschung (GSI) in Darmstadt erzeugt.
- 1994: Das STED-Mikroskop wird von Stefan Hell und Jan Wichmann theoretisch beschrieben und 1999 von Stefan Hell und Thomas Klar gebaut.
- 1995: Nachweis des Top-Quarks am Tevatron-Beschleuniger des Fermi National Accelerator Laboratory.
- 1995: Herstellung eines Bose-Einstein-Kondensats in Boulder (Colorado) aus rund 2000 Rubidium-87-Atomen bei etwa 1,7·10−7 Kelvin.
- 1995: Entdeckung des Kometen Hale-Bopp.
- 1996: Entdeckung des Kometen Hyakutake.
- 1996: Herstellung von Antiwasserstoffatomen bei CERN in Genf für wenige Nanosekunden.
- 1996: Experimentelle Beobachtung der Dekohärenz in der Quantenmechanik an der École normale supérieure.
- 1997: Entdeckung der Uranus-Monde Caliban und Sycorax am Hale-Observatorium.
- 1998: Die Ergebnisse des Supernova Cosmology Projects belegen eine beschleunigte Ausdehnung des Universums und zeigen, dass Einsteins Kosmologische Konstante doch existiert.
- 1998: Sehr präzise Messung elektromagnetischer Strahlung mit einem Frequenzkamm in der Arbeitsgruppe von Theodor W. Hänsch.
- 1998: Entdeckung des erdnahen Asteroiden Itokawa.

### 21. Jahrhundert

#### 2000er Jahre
- 2000: Interferenz von molekularen Fullerenen am Gitter (Universität Wien).
- 2001: Entdeckung der Neutrinooszillation durch die Forschungsgruppe um Arthur McDonald.
- 2002: Beginn des Gravity Recovery and Climate Experiments zur zentimetergenauen Bestimmung des Geoids.
- 2003: Entdeckung des ersten Doppelpulsarsystems PSR J0737-3039.
- 2004: Das erste Foto eines Exoplaneten gelingt vom jungen Braunen Zwerg 2M1207 b.
- 2004: Herstellung freier, einschichtiger Graphenkristalle durch die Arbeitsgruppe von Konstantin Novoselov und Andre Geim.

#### 2010er Jahre
- 2012: Entdeckung eines neuen Bosons am Large Hadron Collider, das in seinen Eigenschaften mit hoher Wahrscheinlichkeit dem vorhergesagten Higgs-Boson entspricht.
- 2016: Direkter Nachweis der Gravitationswellen GW150914 bei der Fusion zweier schwarzer Löcher am LIGO- und am VIRGO-Observatorium.
- 2017: Nachweis anhand der am LIGO sowie am VIRGO detektierten Gravitationswellen GW170817 und der Detektion des Gammastrahlenausbruchs GRB 170817A am Fermi Gamma-ray Space Telescope sowie dem INTEGRAL bei der Fusion eines Doppelneutronensterns, dass sich die Gravitationswirkung sich mit Lichtgeschwindigkeit ausbreitet.
- 2019: Erste berechnete Darstellung eines Schwarzen Loches mit Hilfe der Radioaufnahmen des Event Horizon Telescopes.

#### 2020er Jahre
- 2024 Entdeckung der bislang am weitesten entfernten bekannten Galaxie JADES-GS-z14-0 durch das James-Webb-Weltraumteleskop, deren Beobachtungsdaten das Standardmodell der Kosmologie in Frage stellen.